# Restio conspicatus
Restio conspicatus är en gräsväxtart som beskrevs av Hans Peter Linder. Restio conspicatus ingår i släktet Restio och familjen Restionaceae. Inga underarter finns listade i Catalogue of Life.